# Герман Іван Мойсейович
Іван Мойсейович Герман (23 вересня 1915 — 4 липня 2000) — радянський військовий льотчик, Герой Радянського Союзу (1943).

## Біографія
Іван Герман народився в селі Мала Ворожба (нині — Ворожба Лебединського району Сумської області України) у селянській родині 23 вересня 1915 року. Українець.
Після закінчення Кременчуцького будівельного технікуму в 1936 році по путівці комсомолу направлений в Чугуївську військово-авіаційну школу пілотів, яку закінчив у 1940 році. У діючій армії з липня 1941 року.
Виняткову мужність і льотну майстерність проявив В. М. Герман під час знищення в повітрі і на аеродромах транспортної авіації 16-ї німецької армії, оточеному радянськими військами в районі Демьянска.
5 квітня 1942 року три штурмовики на чолі з В. М. Германом вилетіли на виконання завдань по знищенню на ворожому аеродромі транспортних літаків. При підході до мети льотчики помітили в повітрі 13 бомбардувальників противника. Командир ухвалив рішення: спочатку атакувати «Юнкерси», а потім зробити все можливе для виконання поставленого завдання. В результаті короткого бою було збито 5 бомбардувальників. І. М. Герман особисто знищив 2 машини. Не вороги встигли отямитися, як штурмовики вже атакували аеродром. Ще 4 літаки супротивника згоріли після штурмового удару радянських «Ілів».
7 листопада 1942 року 5 штурмовиків під командуванням В. М. Германа знову атакувала велику групу німецьких літаків на аеродромі. Від влучного вогню радянських льотчиків нацисти втратили більше 10 машин. Один бомбардувальник відважний капітан збив, коли той пішов на зліт.
21 квітня 1943 року В. М. Герман був провідним трійки «Ілів». В районі Смичкино, недалеко від Старої Руси, радянські пілоти виявили на одній з доріг близько 2-х батальйонів німецької піхоти. Атака була настільки несподіваною, що нацисти не встигли сховатися. Влучними штурмовими ударами льотчики знищили 4 автомашини, 2 артилерійських снарядів, багато солдатів і офіцерів.
До червня 1943 року здійснив понад 60 бойових вильотів, збив 7 і спалив на землі 22 ворожих літаки, знищив більше 20 танків і бронемашин, 70 автомашин з військами і вантажами, багато іншої бойової техніки і живої сили противника.
За роки війни І. М. Герман здійснив 91 бойовий виліт, провів 27 повітряних боїв. Збив у повітрі 7 і знищено на аеродромах 30 ворожих літаків. На бойовому рахунку Івана Германа налічується 20 танків і бронемашин, понад 70 автомашин, багато іншої бойової техніки, зброї і живої сили, знищених під час штурмовки ворожих військ.
Після закінчення війни продовжував службу у ВПС СРСР. У 1948 році закінчив Червонопрапорну Військово-повітряну академію. Потім служив в авіаційних частинах.
З 1956 року гвардії підполковник В. М. Герман — в запасі. Жив і працював у місті Суми. Помер 4 липня 2000 року, похований у Сумах на Центральному кладовищі.

## Звання, нагороди та вшанування пам'яті
Указом Президії Верховної Ради СРСР від 24 серпня 1943 року за зразкове виконання завдань командування і проявлені при цьому мужність і відвагу гвардії капітан Герман Іван Мойсейович був удостоєний високого звання Героя Радянського Союзу з врученням ордена Леніна і медалі «Золота Зірка» за номером 604.
Був також нагороджений двома орденами Леніна, трьома орденами Червоного Прапора, орденами Вітчизняної війни 1 ступеня, Червоної Зірки, медалями.
У місті Суми, на початку вулиці імені Героїв Сталінграду, створена алея Слави, де представлені портрети 39 Героїв Радянського Союзу, чия доля пов'язана з містом Суми та Сумським районом, серед яких і портрет Героя Радянського Союзу В. М. Германа.